# Monte Ditte
Il monte Ditte (in greco antico Δίκτη, Dìktis) è una montagna della parte orientale dell'isola di Creta.
Con i suoi 2.148 m è la più alta delle cime dell'omonimo massiccio montuoso che sovrasta la piana di Lasithi.

## Mitologia
Secondo la mitologia greca Rea partorì Zeus nella grotta di Psychro situata sul monte per nascondere il figlio dal padre Crono.